# カンジダ
カンジダ（Candida、カンディダ）とは、酵母の姿の菌類の属名である。無色の不完全酵母に対してこの名が与えられる。一部はかつてトルロプシス属(Torulopsis)と呼ばれていた。カンジダはもっとも普通な不完全酵母を含むものである。出芽によって増殖する酵母であり、条件によっては菌糸に近い姿（偽菌糸）をとるものもある。

## 解説
酵母は単細胞性の菌類の総称であり、分類上の群ではない。いわゆる出芽酵母など、多くのものが子嚢菌類に属するが、担子菌系の酵母も発見されている。これらの判断はその酵母の有性生殖の姿（テレオモルフ）を観察しなければわからない。しかし、それが発見されないものもある。そのような場合、菌類の分類においてはそれをアナモルフ菌（不完全菌）と位置づけ、それに学名を与えることが認められている。そこで、酵母の場合もそれにならい、不完全酵母という。かつてはこれに分類単位としての位置を与え、不完全菌門不完全酵母綱と呼んだが、現在はこのような扱いは行わない。不完全菌の位置はあくまで仮のものであり、正しい分類上の位置がどこかにあるはずだからである。

## 主な種
- C. albicans カンジダ・アルビカンス (en:英語版) ：病原性を有する。これは、時にヒトのカンジダ症を引き起こす病原体として知られている。元来はヒトの体表や消化管、それに女性の膣粘膜に普通に生息するもので、多くの場合は特に何の影響も与えないのだが、体調が悪いときなどに病変を起こす日和見感染の原因となるものである。
- C. etchellsii や C. versatilis は味噌や醤油の発酵に関与している[1]。
- C. stellata などはワインの醸造に関与している[2]。
- C. albicans の鑑別試験として、仔牛血清に被検菌を接種し、37℃で2-3時間培養した後に顕微鏡下で発芽管を観察する発芽管試験がある。

## 関連疾患
- カンジダ症
- 皮膚カンジダ症
- 口腔カンジダ症
- 性器カンジダ症（カンジダ膣炎）
- 口角炎
- 胃鼓脹症 - C. sake を原因とするサケ科魚類の感染症。ガス産生による腹部膨満を引き起こす。